# Anjou (Isèra)
Anjou és un municipi francès situat al departament de la Isèra i a la regió d'Alvèrnia-Roine-Alps. L'any 2007 tenia 950 habitants.

## Demografia

### Població
El 2007 la població de fet d'Anjou era de 950 persones. Hi havia 353 famílies de les quals 82 eren unipersonals (41 homes vivint sols i 41 dones vivint soles), 119 parelles sense fills, 127 parelles amb fills i 25 famílies monoparentals amb fills.
La població ha evolucionat segons el següent gràfic:
Habitants censats

### Habitatges
El 2007 hi havia 390 habitatges, 352 eren l'habitatge principal de la família, 22 eren segones residències i 16 estaven desocupats. 363 eren cases i 27 eren apartaments. Dels 352 habitatges principals, 273 estaven ocupats pels seus propietaris, 69 estaven llogats i ocupats pels llogaters i 10 estaven cedits a títol gratuït; 15 tenien dues cambres, 51 en tenien tres, 90 en tenien quatre i 195 en tenien cinc o més. 290 habitatges disposaven pel capbaix d'una plaça de pàrquing. A 123 habitatges hi havia un automòbil i a 202 n'hi havia dos o més.

### Piràmide de població
La piràmide de població per edats i sexe el 2009 era:
| Homes | Edats   | Dones |
| ----- | ------- | ----- |
| 0     | 95 o +  | 16    |
| 0     | 90 a 94 | 20    |
| 4     | 85 a 89 | 24    |
| 4     | 80 a 84 | 12    |
| 12    | 75 a 79 | 16    |
| 20    | 70 a 74 | 16    |
| 28    | 65 a 69 | 44    |
| 20    | 60 a 64 | 8     |
| 20    | 55 a 59 | 28    |
| 24    | 50 a 54 | 12    |
| 32    | 45 a 49 | 44    |
| 24    | 40 a 44 | 20    |
| 32    | 35 a 39 | 32    |
| 20    | 30 a 34 | 20    |
| 24    | 25 a 29 | 16    |
| 24    | 20 a 24 | 8     |
| 12    | 15 a 19 | 20    |
| 20    | 10 a 14 | 32    |
| 32    | 5 a 9   | 20    |
| 24    | 0 a 4   | 4     |

## Economia
El 2007 la població en edat de treballar era de 567 persones, 425 eren actives i 142 eren inactives. De les 425 persones actives 377 estaven ocupades (220 homes i 157 dones) i 48 estaven aturades (17 homes i 31 dones). De les 142 persones inactives 45 estaven jubilades, 41 estaven estudiant i 56 estaven classificades com a «altres inactius».

### Ingressos
El 2009 a Anjou hi havia 352 unitats fiscals que integraven 887 persones, la mediana anual d'ingressos fiscals per persona era de 18.908 €.

### Activitats econòmiques
Dels 32 establiments que hi havia el 2007, 1 era d'una empresa alimentària, 3 d'empreses de fabricació d'altres productes industrials, 6 d'empreses de construcció, 6 d'empreses de comerç i reparació d'automòbils, 1 d'una empresa de transport, 2 d'empreses d'hostatgeria i restauració, 1 d'una empresa d'informació i comunicació, 1 d'una empresa financera, 3 d'empreses de serveis, 5 d'entitats de l'administració pública i 3 d'empreses classificades com a «altres activitats de serveis».
Dels 9 establiments de servei als particulars que hi havia el 2009, 1 era una oficina de correu, 2 paletes, 1 guixaire pintor, 1 fusteria, 2 lampisteries, 1 perruqueria i 1 restaurant.
L'únic establiment comercial que hi havia el 2009 era una fleca.
L'any 2000 a Anjou hi havia 19 explotacions agrícoles que ocupaven un total de 240 hectàrees.

## Equipaments sanitaris i escolars
El 2009 hi havia una escola elemental.

## Poblacions més properes
El següent diagrama mostra les poblacions més properes.